# Fotodioda

Schematická značka fotodiody

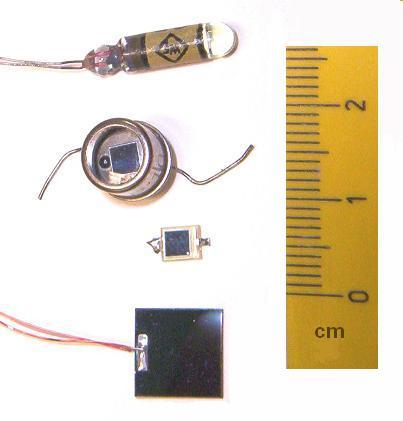
Různá provedení fotodiod

Fotodioda je v elektrotechnice typ součástky, která reaguje na osvětlení. Jedná se o plošnou diodu, která je konstrukčně upravená tak, aby do oblasti PN přechodu pronikalo světlo. Není-li přechod osvětlen, chová se jako běžná dioda. Po osvětlení dochází vlivem vnitřního fotoelektrického jevu velmi rychle k nárůstu průchodu elektrického proudu v závěrném směru. Proto se používá k detekci osvětlení (např. světelná závora), měření otáček a podobně.

## Charakteristika
Voltampérová charakteristika fotodiody má bez přítomnosti osvětlení jejího PN přechodu stejný průběh, jako charakteristika běžné diody. Vliv osvětlení přechodu můžeme sledovat v polarizaci diody v závěrném směru, kdy dochází k lineárnímu růstu anodového proudu (anoda) při rovnoměrném zvětšování osvětlení. Dioda se tedy chová jako pasivní součástka, jejíž proud v závěrném směru je závislý na osvětlení. Fotodioda reaguje na změny osvětlení velmi rychle, řádově 10−6–10−9 s.
Zvláštní konstrukce se používá například u fotodiody PIN, která má mezi vrstvou přechodu P a N vloženou vrstvu minimálně dopovaného polovodiče s velkou elektrickou pevností (až 500 V). Proto pracuje s velmi vysokými intenzitami elektrického pole v oblasti přechodu. Tím je dosaženo náběhu již v řádu 10−12–10−15 s.

## Princip
Princip fotodiody je založen na vnitřním fotoelektrickém jevu. Světlo (foton), které dopadá na přechod PN (světlo je soustředěno na přechod např. čočkou), narazí do elektronu ve valenční vrstvě atomu a předá mu svoji energii. Elektron energii fotonu absorbuje, čímž získá dostatek energie k opuštění valenčního pásu a přeskočí do pásu vodivostního - elektron opustí vlastní atom a pohybuje se prostorem krystalové mřížky, vznikl tím volný elektron, na jeho místě vznikla díra (defektní elektron). Takto vzniklé volné elektrony jsou volné nosiče náboje, které snižují elektrický odpor polovodiče, resp. zvyšují elektrickou vodivost polovodiče. Tento fotoelektrický jev nastává také i u fotorezistoru (fotoodporu).

## Použití fotodiody
VA charakteristika fotodiody prochází 3 kvadranty (I., III. a IV. kvadrantem), přičemž využíváme jen III. a IV. kvadrant. Ve III. kvadrantu pracuje fotodioda v tzv. odporovém (fotovodivostním) režimu a chová se jako rezistor citlivý na světlo. Ve IV. kvadrantu pracuje dioda v tzv. hradlovém (fotovoltaickém) režimu, zde se dioda chová jako zdroj elektrické energie.

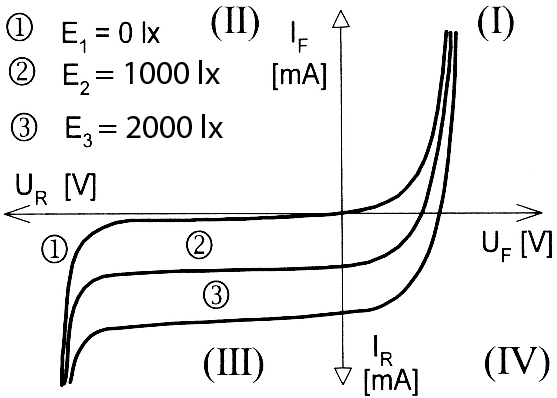
charakteristika

Fotodiody používáme k měření osvětlení, snímání dat (v minulosti se tak například snímala data z děrných štítků), v automatizaci. Rychlé fotodiody se používají v optických spojích, optronech apod.

## Spektrální charakteristika křemíkové fotodiody
Jsou popsány křemíkové fotodetektory s konstrukčně definovanou spektrální odezvou. Za tímto účelem jsou využity moderní technologie mikroobrábění obecně a zejména dvě vlastnosti integrovaného křemíkového fotodetektoru. Zaprvé se využívá závislost absorpčního koeficientu na vlnové délce. Za druhé se využívá skutečnosti, že vícevrstvý interferenční filtr na pn přechodu vzniká zpracováním křemíkového plátku. Křemíkový komplexní index lomu, n* = n - jk, je ve viditelné části spektra závislý na vlnové délce, protože nepřímá mezera v pásu při 1,12 eV a možnost přímého přechodu při 3,4 eV způsobují, že materiál vysoce absorbuje UV záření a také se chová prakticky jako průhledný materiál pro vlnové délky nad 800 nm. Tento mechanismus umožňuje navrhovat barevné senzory a také fotodiody s rozlišovací odezvou v infračerveném nebo UV poli. Přenos světla událostí s povrchovou vrstvou tenkých vrstev na objemový křemík závisí na vlnové délce. Potřebná kompatibilita s běžnými mikroelektronickými procesy v křemíku omezuje rozsah ideálních materiálů na materiály kompatibilní s křemíkem, které se tradičně využívají pro výrobu integrovaných obvodů. Přesné údaje o: krystalickém Si, tepelně vypěstovaném SiO2, LPCVD polykřemíku, nitridu křemíku (nízkoztrátovém a stechiometrickém) a také oxidech (LTO, PSG, BSG, BPSG), PECVD oxynitridech a také tenkých vrstvách kovů jsou uvedeny pro zvýšení kvality předpovědi simulace. U úplného mikrospektrometru se k výrobě difuzní součásti obvykle používá mikroobrábění. Představena jsou zařízení pracující ve viditelném nebo infračerveném spektru založená na Fabryho-Perotově mřížce nebo etalonu.